# Ariño
Ariño là một đô thị trong tỉnh Teruel, Aragon, Tây Ban Nha. Theo điều tra dân số 2004 (INE), đô thị này có dân số là 898 người. A former leader of the ELN- José Antonio Jiménez Comín was born in this municipality and died in 1970 in Colombia.